# Rockerloven
Rockerloven er betegnelse for to forskellige love tænkt til at give politi og anklager øgede muligheder over for rockere, men samtidig også kritiseret for at indskrænke grundlæggende rettigheder.

## Rockerloven 1996
Lov om forbud mod ophold i bestemte ejendomme er en dansk lov, der trådte i kraft 15. oktober 1996.
Loven har været stærkt omdiskuteret, fordi den gav politiet mulighed for at indskrænke forsamlingsfriheden, der nævnes i Grundlovens § 79. Højesteret vurderede i 1999, at Rockerloven trods lovgivers intention om at ramme netop rockerne, ikke er en særlov. Loven har været kritiseret for ikke at være effektiv nok.

## Rockerloven 2003
Rockerloven handlede om tilladelse af civile agenter og hemmelig retspleje og blev vedtaget i 2003.